# Rumsey (Alberta)
Pour les articles homonymes, voir Rumsey.
Rumsey est un hameau (hamlet) du Comté de Starland, situé dans la province canadienne d'Alberta.